# Panneau de signalisation d'arrêt et de stationnement interdits en France
Pour signaler une réglementation ou une interdiction de l’arrêt et simultanément du stationnement des véhicules, on utilise en France soit le panneau de signalisation codifié B6d, éventuellement complété par un panonceau pour l'arrêt réglementé, soit un marquage spécifique au sol.
Ces prescriptions ne s'appliquent que du côté de la route sur lequel les panneaux sont placés, au-delà du signal dans le sens de la marche et jusqu'à la prochaine intersection.

## Histoire

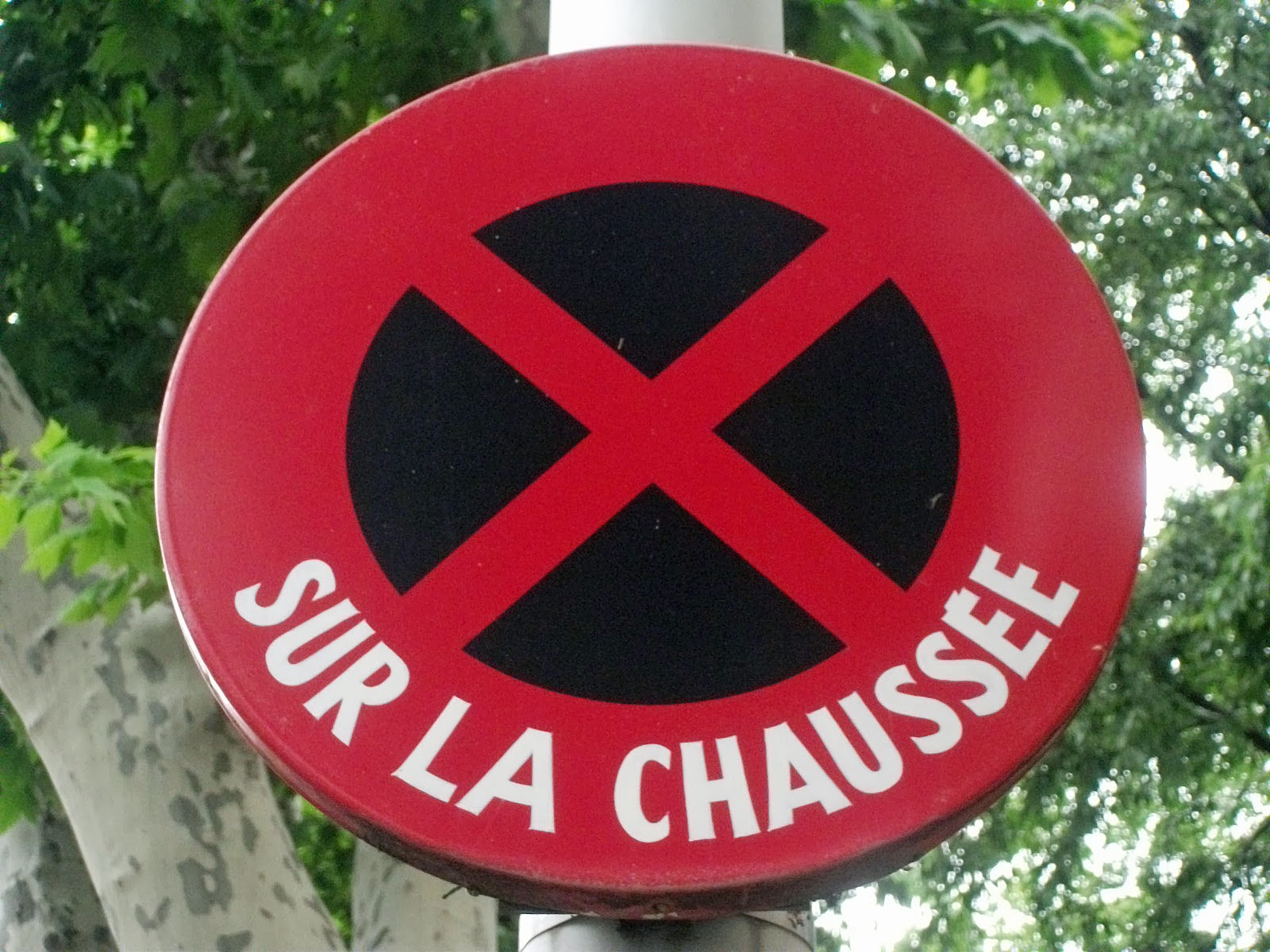
Ancienne variante du panneau B6d.

## Usage
Lorsque la distance entre deux intersections successives est au moins égale à 75 m en agglomération ou à 500 m en rase campagne on peut, pour rappeler l'interdiction, implanter un ou plusieurs panneaux B6d intermédiaires complétés par panonceau d'application M8c.
En agglomération, la répétition du panneau entre deux intersections est inutile lorsqu'il existe un marquage au sol d'une bande continue jaune.

### Arrêt et stationnement interdits

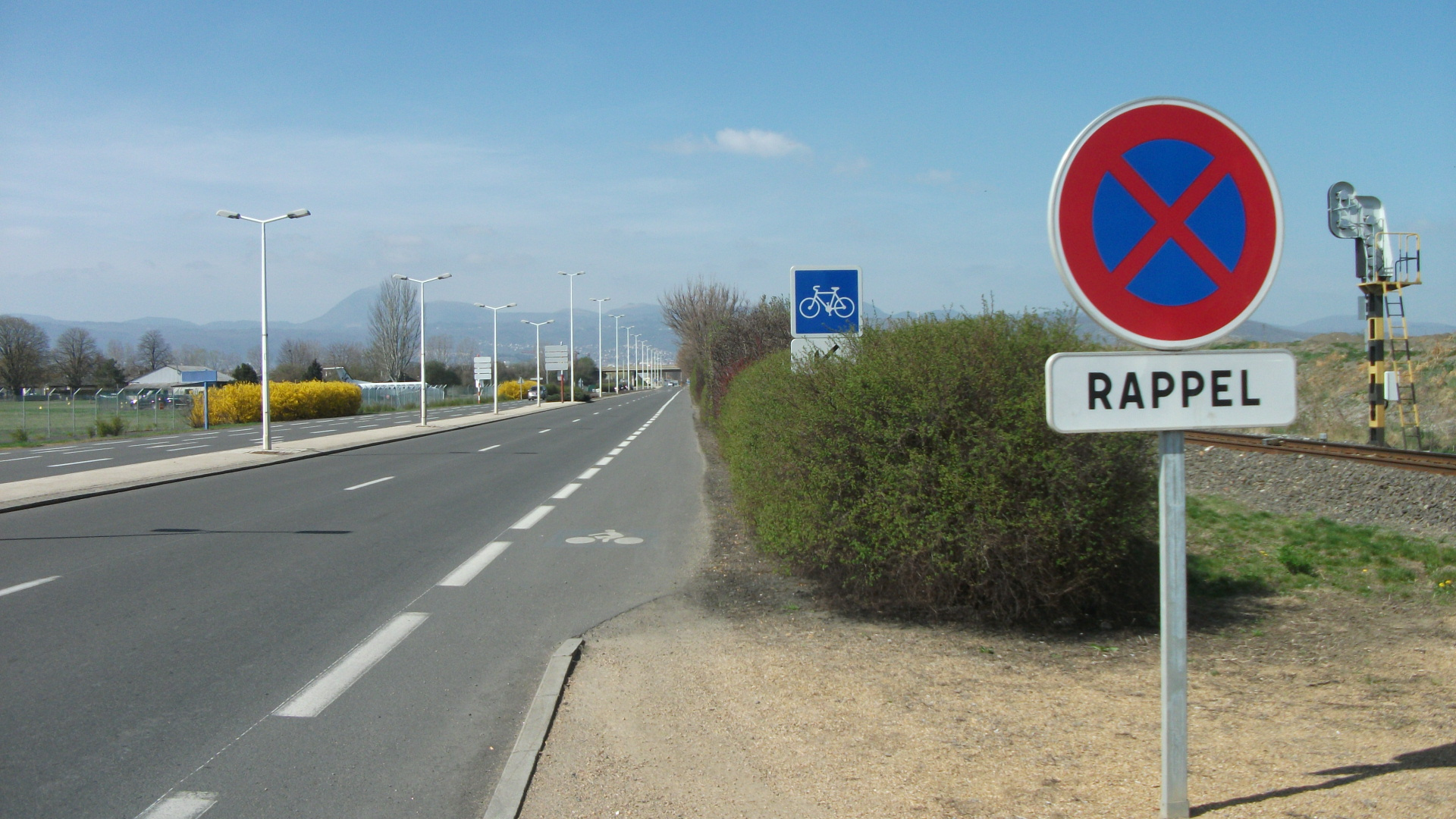
L'arrêt et le stationnement sont interdits à tous les véhicules sur l'accotement.

Le panneau B6d employé sans panonceau indique que l'arrêt et le stationnement sur la chaussée et ses dépendances sont interdits de façon permanente à tout véhicule.
L’implantation du panneau B6d dispense de la mise en place du panneau B6a1.
La signalisation verticale peut, dans le cas d'interdiction permanente, être remplacée par le marquage sur la bordure du trottoir d'une bande continue jaune.

### Arrêt et stationnement réglementés

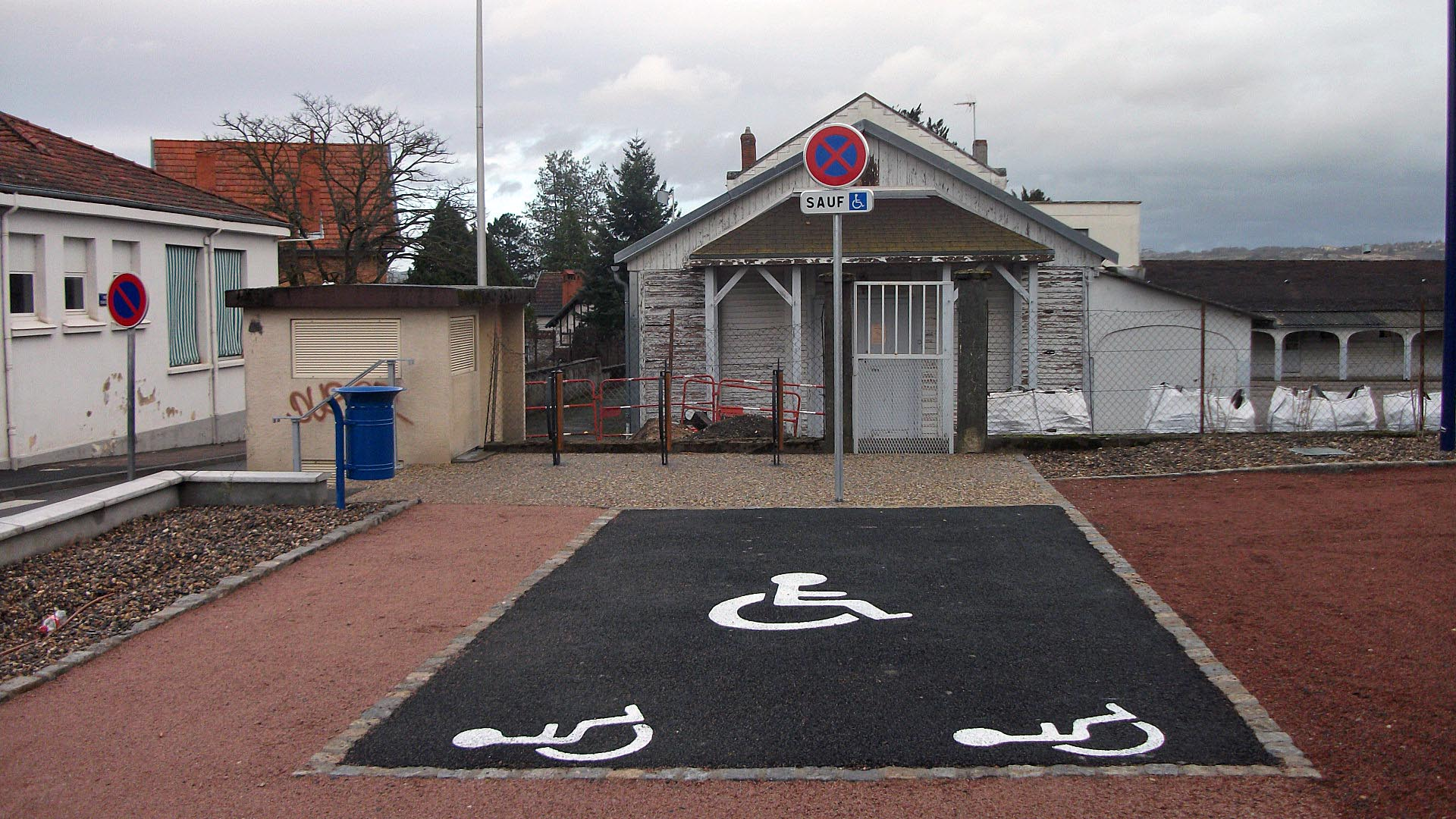
Une place de stationnement réservée aux handicapés signalée par le panneau B6d et le panonceau M6h fin 2012.

La signalisation de l'arrêt réglementé est effectuée à l'aide du panneau B6d complété par un panonceau.
Le panonceau qui complète le panneau B6d précise par exemple :
- la distance au début de la zone réglementée (panonceau de distance M1) ;
- la distance sur laquelle porte la réglementation (panonceau d'étendue M2) ;
- la catégorie de véhicules à laquelle s’applique la réglementation (panonceau de catégorie M4) ;
- que l'arrêt et/ou le stationnement sont gênants (panonceau complémentaire M6a) ;
- que l'arrêt et/ou le stationnement sont gênants sur les emplacements situés sur chaussée et hors chaussée réservés aux véhicules utilisés par les personnes handicapées à mobilité réduite : grands invalides civils, grands invalides de guerre, titulaires des titres mentionnés à l'article L.2213-2, 3°, du code général des collectivités territoriales (panonceau complémentaire M6h[1], modifié par l'arrêté du 26 juillet 2011[2],[3]) ;
- les jours ou heures limites d’interdiction (panonceau complémentaire M6f) ;
- les exceptions concernant certaines catégories de véhicules (panonceau complémentaire M6f) ;
- la réglementation concernant l’usage de certaines dépendances (panonceau complémentaire M6f).

## Caractéristiques
Il existe cinq gammes de dimensions pour le panneau B6d.

## Implantation
Les panneaux de prescription du type B6 sont placés au voisinage immédiat de l'endroit où la prescription commence à s'imposer et du côté où le stationnement ou l'arrêt est interdit ou réglementé. Ils doivent être répétés après chaque intersection autre que celles avec des voies privées non ouvertes à la circulation publique ou des chemins de terre.

### Distance latérale

Implantation d'un panneau de prescription sur accotement en rase campagne

Sauf contrainte de site, la distance entre l'aplomb de l'extrémité du panneau situé du côté de la chaussée et la rive voisine de cette extrémité ne doit pas être inférieure à 0,70 m.
En rase campagne, les panneaux sont placés en dehors de la zone située en bord de chaussée et traitée de telle façon que les usagers puissent y engager une manœuvre de redirection ou de freinage dite « zone de récupération », ou leur support au minimum à 2 m du bord voisin de la chaussée, à moins que des circonstances particulières s'y opposent (accotements étroits, présence d'une plantation, d'une piste cyclable, d'une voie ferrée, etc.).
En agglomération, les panneaux sont placés de manière à minimiser la gêne des piétons.
Le support d'un signal peut aussi être implanté sur une propriété riveraine ou ancré à une façade après accord du propriétaire ou par application si cela est possible en vertu du décret-loi du 30 octobre 1935 et du décret 57-180 du 16 février 1957.

### Hauteur au-dessus du sol
En rase campagne, la hauteur réglementaire est fixée en principe à 1 m (si plusieurs panneaux sont placés sur le même support, cette hauteur est celle du panneau inférieur), hauteur assurant généralement la meilleure visibilité des panneaux frappés par les feux des véhicules. Elle peut être modifiée compte tenu des circonstances locales soit pour assurer une meilleure visibilité des panneaux, soit pour éviter qu'ils masquent la Circulation.
En agglomération, lorsqu’il y a un éclairage public, les panneaux peuvent être placés à une hauteur allant jusqu'à 2,30 m pour tenir compte notamment des véhicules qui peuvent les masquer, ainsi que de la nécessité de ne gêner qu'au minimum la circulation des piétons.

### Position de la face
Le plan de face avant d'un panneau implanté sur accotement ou trottoir doit être légèrement incliné de 3 à 5° vers l'extérieur de la route afin d'éviter le phénomène de réflexion spéculaire qui peut, de nuit, rendre le panneau illisible pendant quelques secondes.

## Visibilité de nuit
Les panneaux et panonceaux de signalisation doivent être visibles et garder le même aspect de nuit comme de jour. Les signaux de danger sont tous rétroréfléchissants ou éventuellement dans certaines conditions définies ci-dessous, éclairés.
Les revêtements rétroréfléchissants doivent avoir fait l'objet, soit d'une homologation, soit d'une autorisation d'emploi à titre expérimental. La rétroréflectorisation porte sur toute la surface des panneaux et panonceaux à l'exception des parties noires ou grises.